# Kammon-Straße
Die Kammon-Straße (auch Kanmon-Straße, jap. 関門海峡, Kanmon-kaikyō, auch Shimonoseki-Straße (下関海峡, Shimonoseki-kaikyō)) ist eine Seestraße im Südwesten Japans, die die Hauptinseln Honshū (Präfektur Yamaguchi) und Kyūshū (Präfektur Fukuoka) voneinander trennt. Sie ist die direkte Verbindung zwischen dem Japanischen Meer und der Seto-Inlandsee.
An der schmalsten Stelle, der Hayatomo-Meerenge (早鞆ノ瀬戸, Hayatomo no Seto, 33° 57′ 49″ N, 130° 57′ 37″ O), sind die Ufer der Kammon-Straße nur 600 Meter voneinander entfernt. Die Meerenge versandet mit einer Geschwindigkeit von etwa 15 cm pro Jahr und muss regelmäßig ausgebaggert werden. Das Meeresgebiet um das östliche Ufer von Kyūshū wird Mekari (和布刈) und das des westlichen Ufers von Honshū wird Dannoura (壇ノ浦) genannt.

## Namensherkunft
Auf Honshū befindet sich Shimonoseki (下関), das die Silbe Kan zum Namen der Straße beiträgt, und auf Kyūshū Kitakyūshū, von dessen früher selbstständigen Stadtbezirk Moji (門司) die Silbe mon stammt.

## Bevölkerung des Gebietes
Die Gesamtbevölkerung der Region beträgt etwa 1,3 Millionen, wenn man Kitakyūshū (etwa 1 Million Einwohner) und Shimonoseki (etwa 300.000 Einwohner) zusammennimmt.

## Erreichbarkeit
Am 16. März 2006 wurde der Flughafen Kitakyūshū eröffnet, von dem man sich einen weiteren Aufschwung durch Zunahme des Tourismus und Handels in der Gegend erhofft. Als Land für den Flughafen wurde das beim Ausbaggern der Meerenge gewonnene Material aufgeschüttet.

## Tourismus

### Feuerwerk-Festival
Seit 1988 findet jedes Jahr am 13. August das Kammon-Straße-Sommerfeuerwerk statt, das mehr als eine Million Zuschauer von beiden Ufern der Meerenge aus verfolgen. Beim 18. Festival am 13. August 2005 wurden 13.000 Feuerwerkskörper gezündet.

### Bootsfahrten und Rundflüge
Von Moji-ko aus kann man die Straße mit Ausflugsbooten und von Hubschraubern aus besichtigen.
Im Oktober 2005 passierte der Zeppelin NT auf seiner Japanreise auch Moji.

## Transport über die Meerenge

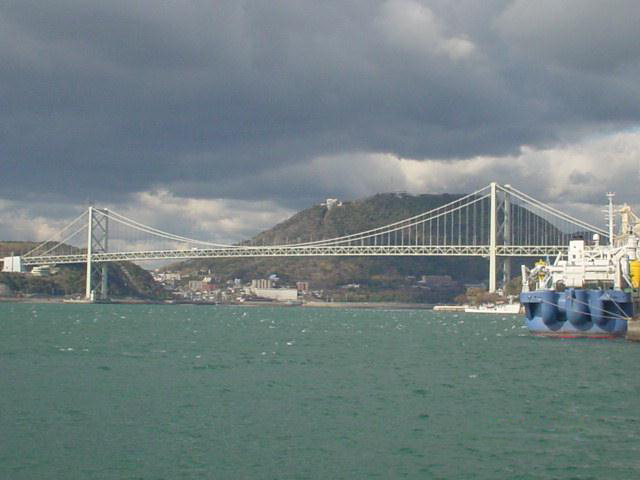
Die Kammon-Brücke von Moji aus.

Ursprünglich konnte die Meeresstraße nur mit der Fähre überquert werden. Heute gibt es auch die Kammon-Brücke über die Hayatomo-Meerenge mit einer Schnellstraße. Die wichtigste Verbindung sind jedoch mehrere Tunnel für die Shinkansen, normale Eisenbahnzüge, Autos und sogar ein Fußgängertunnel an der schmalsten Stelle der Straße.
Der erste Eisenbahntunnel wurde am 15. November 1942 eröffnet, der Straßentunnel am 9. März 1958. Die Kammon-Brücke ist für Fahrzeuge seit dem 14. November 1973 benutzbar. Der Shinkansen-Tunnel folgte am 10. März 1975.
Die Kammon-Straße wird von vielen Frachtschiffen als kürzester Weg von Korea und China nach Osaka und Tokio benutzt.

## Geschichte
In der Straße fand am 25. April 1185 die historische Seeschlacht von Dan-no-ura statt, bei der der Minamoto-Klan den damals regierenden Taira-Klan besiegte. Dieses Schlüsselereignis beendete den Gempei-Krieg (1180–1185) um die Herrschaft über Japan.
Im Jahr 1864 öffneten die Briten durch das Bombardement von Shimonoseki gewaltsam die von den Japanern blockierte Straße durch Zerstörung der Küstenbatterien.
Der Vertrag von Shimonoseki am 17. April 1895 beendete den Chinesisch-Japanischen Krieg.